# Civray-sur-Esves
Civray-sur-Esves è un comune francese di 223 abitanti situato nel dipartimento dell'Indre e Loira nella regione del Centro-Valle della Loira.

## Società

### Evoluzione demografica
Abitanti censiti